# Helena Tarcaniotissa
Helena Tarcaniotissa (em grego: Χελένα Ταρχανιώτισσα; romaniz.: Cheléna Tarchanió̱tissa) foi uma membra da proeminente família bizantina dos Tarcaniotas, irmã do duque Catacalo Tarcaniota. É citada em 1078, quando foi casada com o filho de João Briênio durante as negociações de aliança entre seu irmão e os Briênios, que à época estavam em revolta na Trácia contra o imperador Miguel VII Ducas (r. 1071–1078) e seu ministro Niceforitzes. Segundo Nicéforo Briênio, o Jovem, Helena brilhava em beleza e excedia todos os pares dela em graça.